# Vällingeån

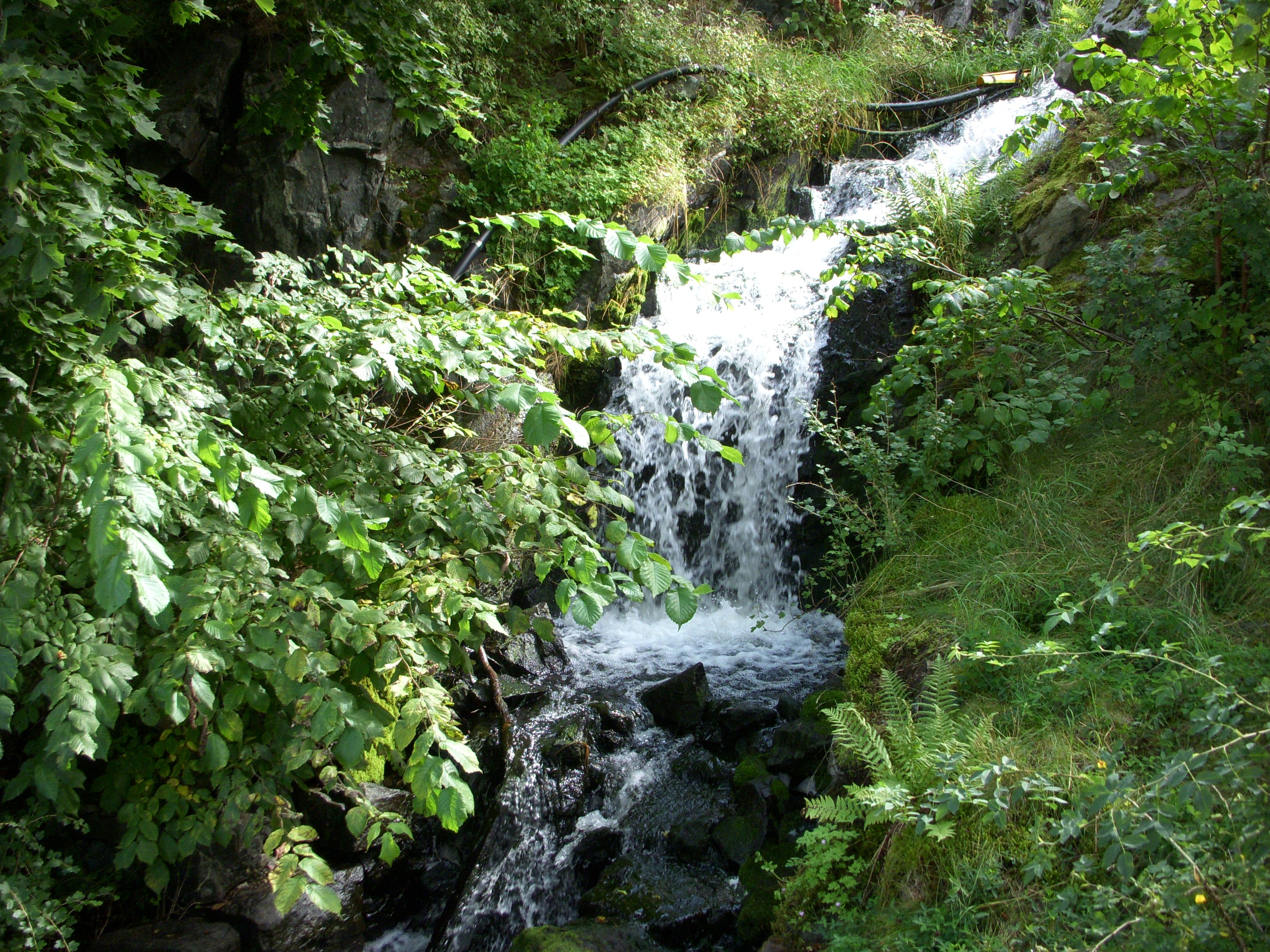
Vällingeåns vattenfall, augusti 2012.

Vällingeån (även kallad Vällinge ström eller Vällinge kvarnbäcken) är ett vattendrag vid Vällinge i Salems socken, Salems kommun, Stockholms län. Ån förbinder Bornsjön med Mälaren och dess vattenkraft har haft stor betydelse för Vällinges olika industriella verksamheter genom tiden. Idag är Vällingeån en stilla bäck, delvis lagd i rör och utan ekonomisk betydelse.

## Historik
Vällingeån är drygt 700 meter lång och har en fallhöjd på 11 meter från den högre belägna Bornsjön ner till Mälaren. Redan på 1350-talet nyttjades åns vattenkraft för att driva två vattenkvarnar som tillhörde Vällinge gård. På 1530-talet ägdes gården och kvarnarna av bönder men övertogs efter hand av kronan. Under Gustav Vasas tid på 1500-talet omnämns båda kvarnar i Vällinge ström som hörde till de förnämsta i Stockholmstrakten. Kvarnens ägare fick betala skatt i form av 144 tunnor spannmål och 136 kilo ål. Dessutom var de tvungna att baka vetekakor åt kungliga hovet till jul och vid andra gästabud. 

### Bruksverksamhet

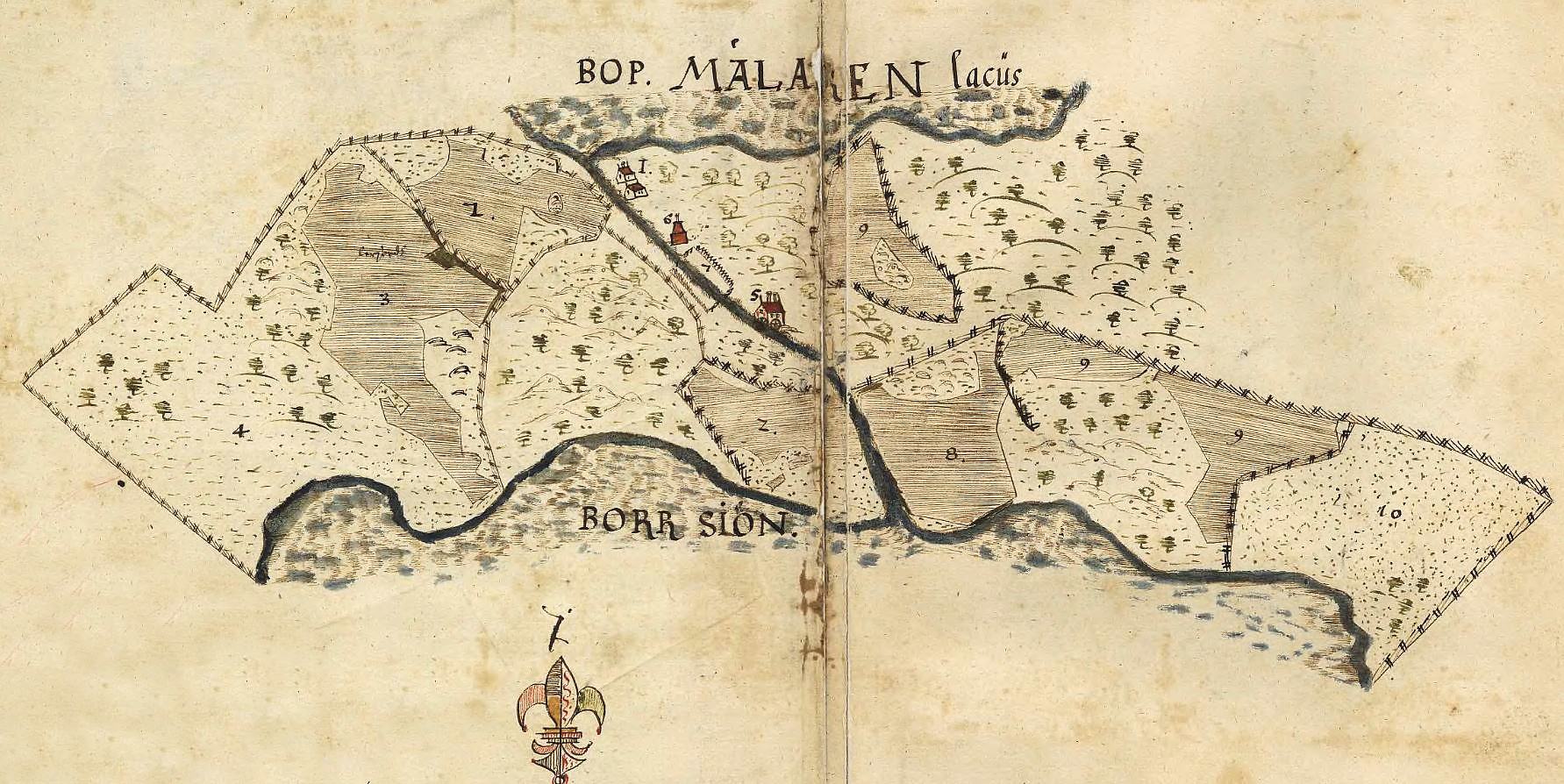
Vällingeån och bruksverksamheten 1636.

År 1572 gjordes ett första försök att starta ett mässingsbruk vid Vällinge ström vars vattenkraft skulle driva ett hammarverk och ett tråddrageri. Initiativtagare var kung Johan III. Företaget misslyckades dock och på 1620-talet startades ett nytt försök av tysken Arnold Duppengiesser (Toppengiesser) från Aachen. Han hade inkallats 1620 till Sverige för att organisera den svenska mässingsindustrin och fått kungligt privilegium att starta ett mässingsbruk vid Vällinge. Redan 1621 hade han övertaget arrendet för Skultuna mässingsbruk. 
På en karta från 1636 över Vällinges ägor framgår gårdens placering (I) och hammarsmedjans (5) samt smältugnens (6) läge. Efter Duppengiessers död 1628 eller 1629 övertogs verksamheten av sonen Arent (enligt vissa källor Arnold den yngre). Efter ytterligare ett tiotal år gav denne också upp och verksamheten överläts till ett konsortium. Bruket bytte därefter ägare i rask takt innan det 1712 officiellt lades ned, enligt uppgift på grund av brist på träkol. Bruket var som störst på 1660-talet och hade 1669 inte mindre än 70 anställda. 
År 1717 anlade bryggaråldermannen Johan Lampa från Stockholm ett manufakturverk vid Vällinge ström. Verksamheten, som bestod av tillverkning av olika jordbruksredskap i koppar, järn och mässing, fanns kvar till omkring 1840. Under tiden då bruksverksamheten pågick låg troligen kvarndriften nere men på en karta från 1712 finns kvarnen redovisad.

### Nedre kvarnen

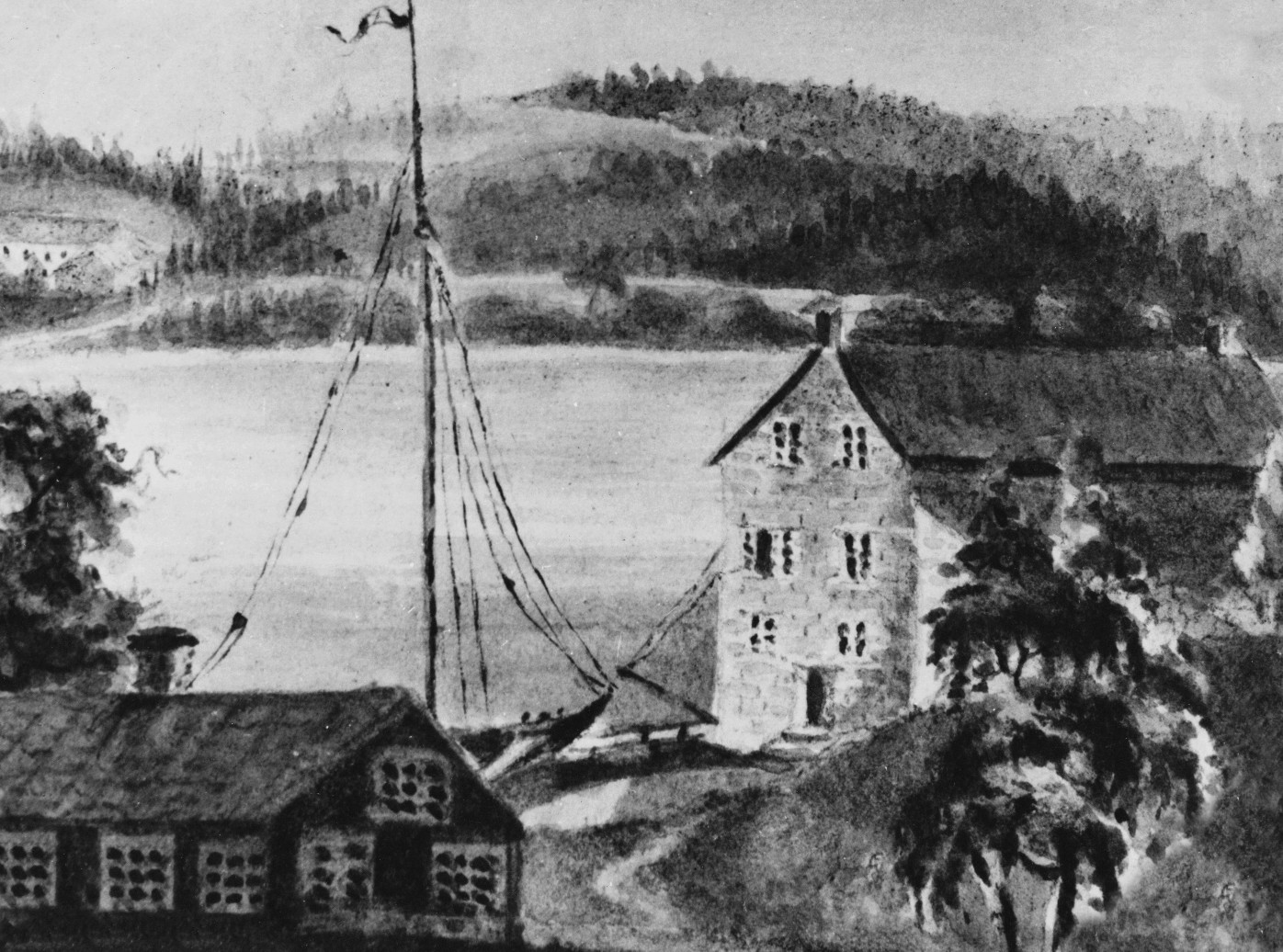
Nedre kvarnen 1816.

Carl Fredrik König, som ägde gården 1813–1858, lät spränga en kanal öster om den gamla strömfåran, förmodligen för att få större vattenkapacitet för kvarnen. Den gamla strömfåran gick i en tunnel under den nuvarande huvudbyggnaden. På gårdsplanen finns fortfarande en damm, som utgör en rest av den ursprungliga Vällinge ström. I samband med en utgrävning intill dammen, fann man lämningar efter en hytta från brukstiden.
Köning lät även uppföra en ny kvarn (kallad nedre kvarnen). Byggnaden hade fyra våningar och stod nere vid Mälaren. Här utbildar Vällingeån ett mindre vattenfall och kvarnens läge tyder på att den drevs med överfallshjul. Sedan Eldkvarn i Stockholm brunnit år 1878 ökade Vällinge kvarns betydelse. Vällinges nedre kvarn brann år 1900 och driften upphörde. 1901 revs den nedre kvarnen, sedan Stockholm beslutat att göra Bornsjön till vattentäkt. Rester av grunden samt kvarnstenarna finns fortfarande bevarade. En av kvarnstenarna har fyrdelats och utgör fästen för två broräcken. Den övre kvarnbyggnaden vid Vällingevägen är kvar och nyttjas av Hemvärnets stridsskola.

### Elkraftverk
Under bygget av en färskvattentunnel mellan Bornsjön och Norsborgs vattenverk i början av 1900-talet nyttjades Vällingeåns vattenkraft en sista gång. Den drev en 40 hästkrafters turbin, som levererade elkraft till motorer, pumpar, belysning och hissar till byggarbetsplatsen. När det arbetet var avslutat stängdes vattenflödet för gott.

### Nutida bilder

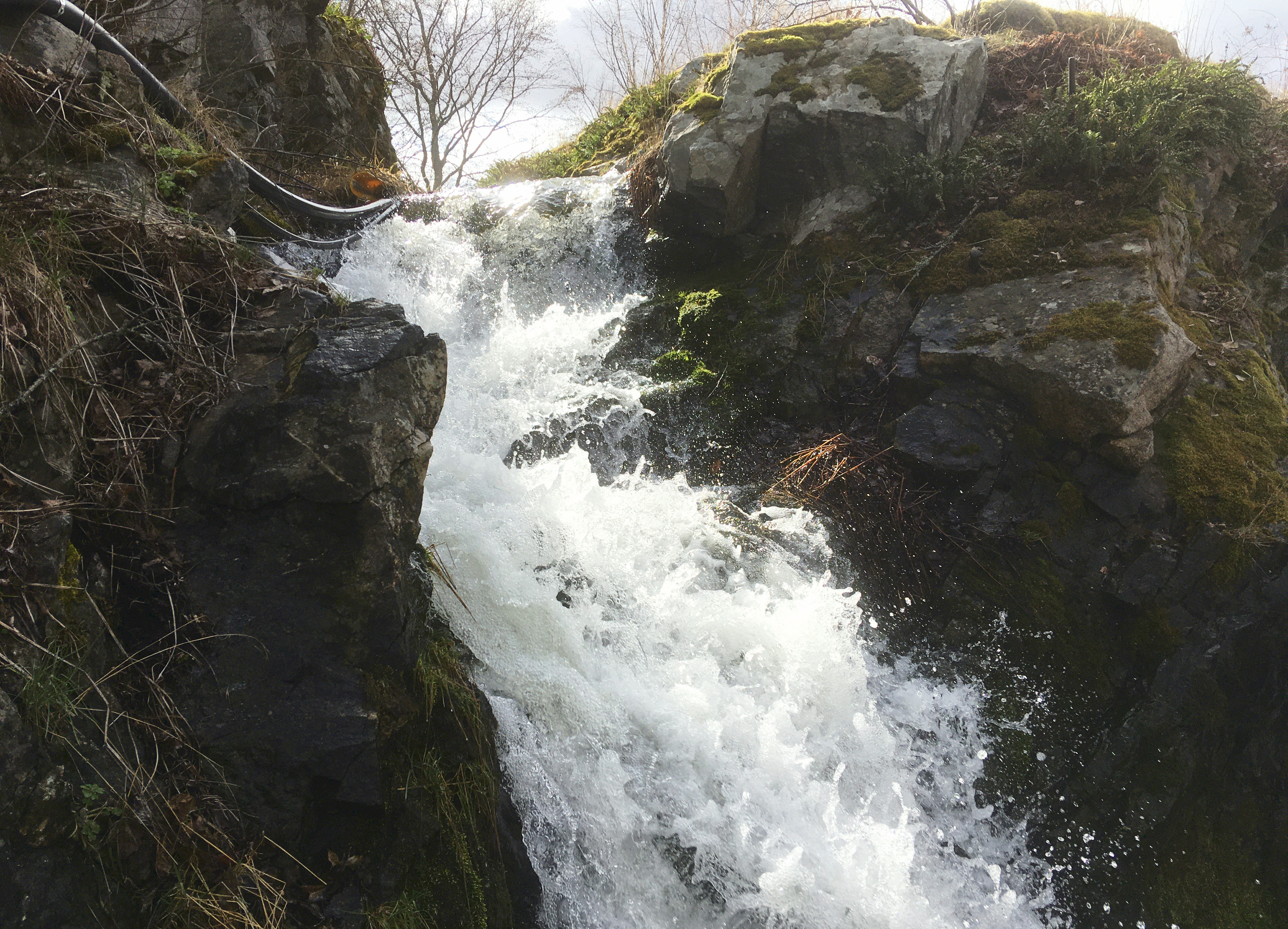
Vällingeåns vattenfall, april 2020.
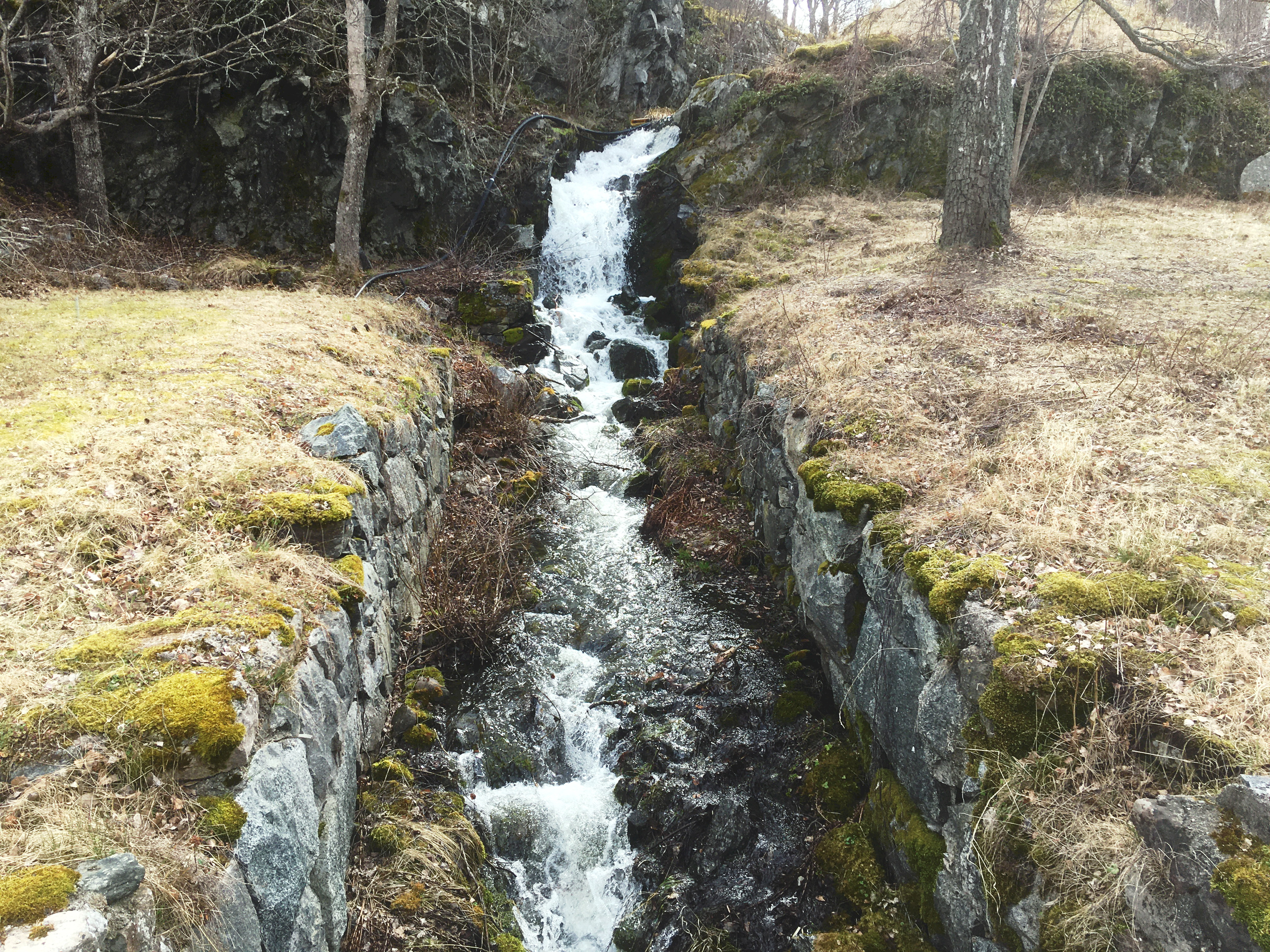
Vällingeåns stensatta ränna ner till Mälaren.
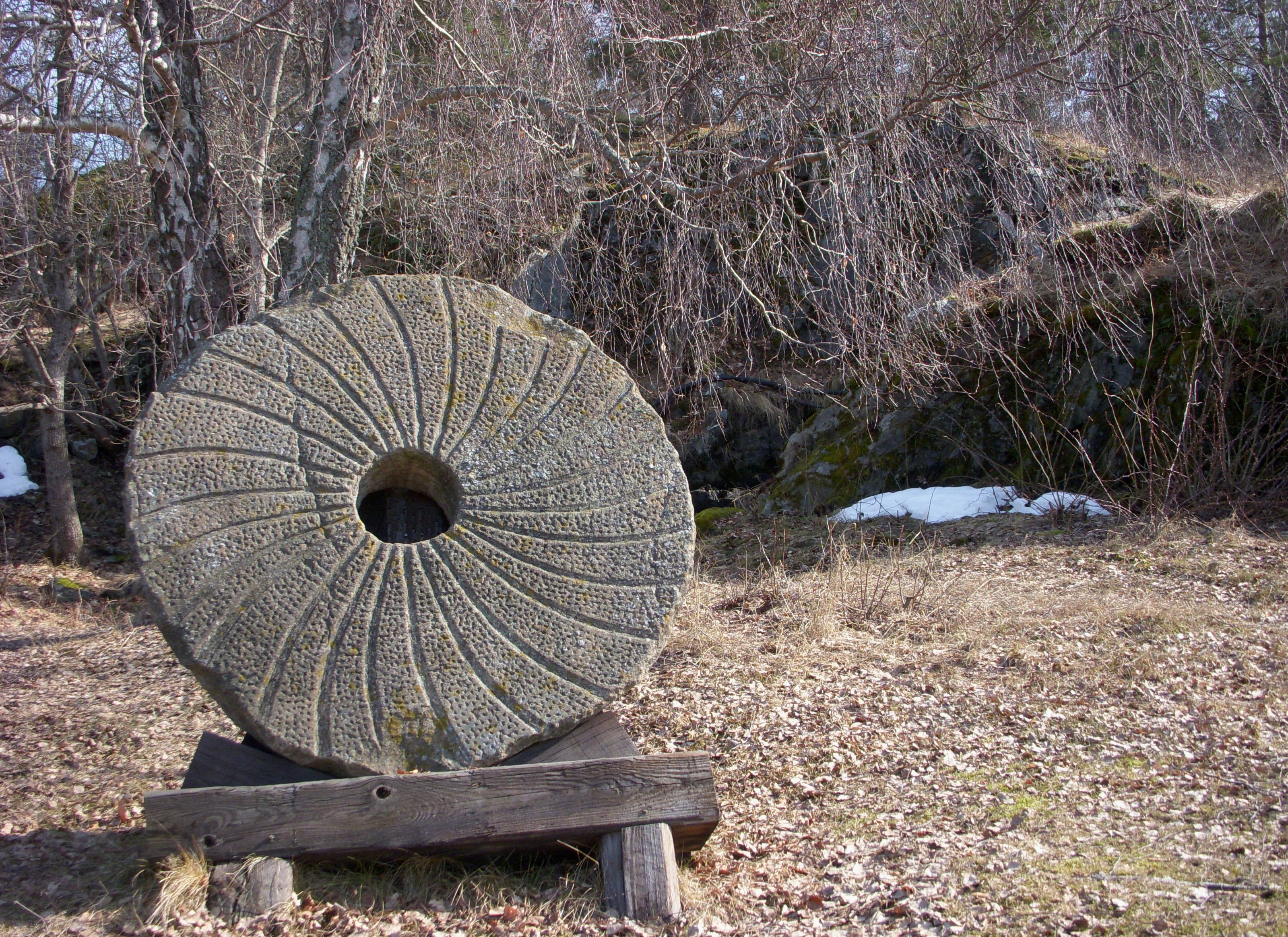
Kvarnsten efter nedre Vällinge kvarn.
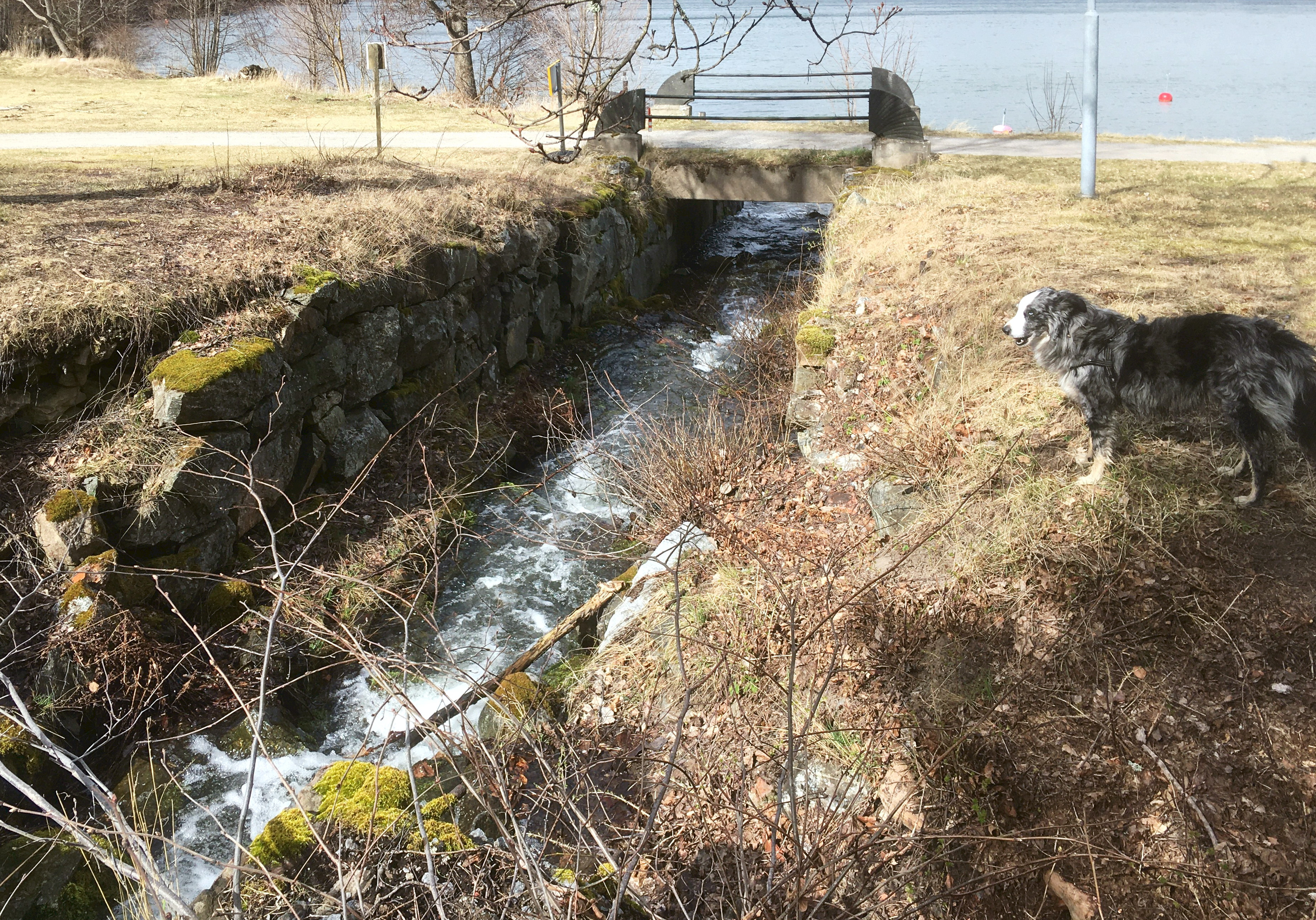
Vy mot Mälaren och bron med fyrdelat kvarnsten som broräcke.
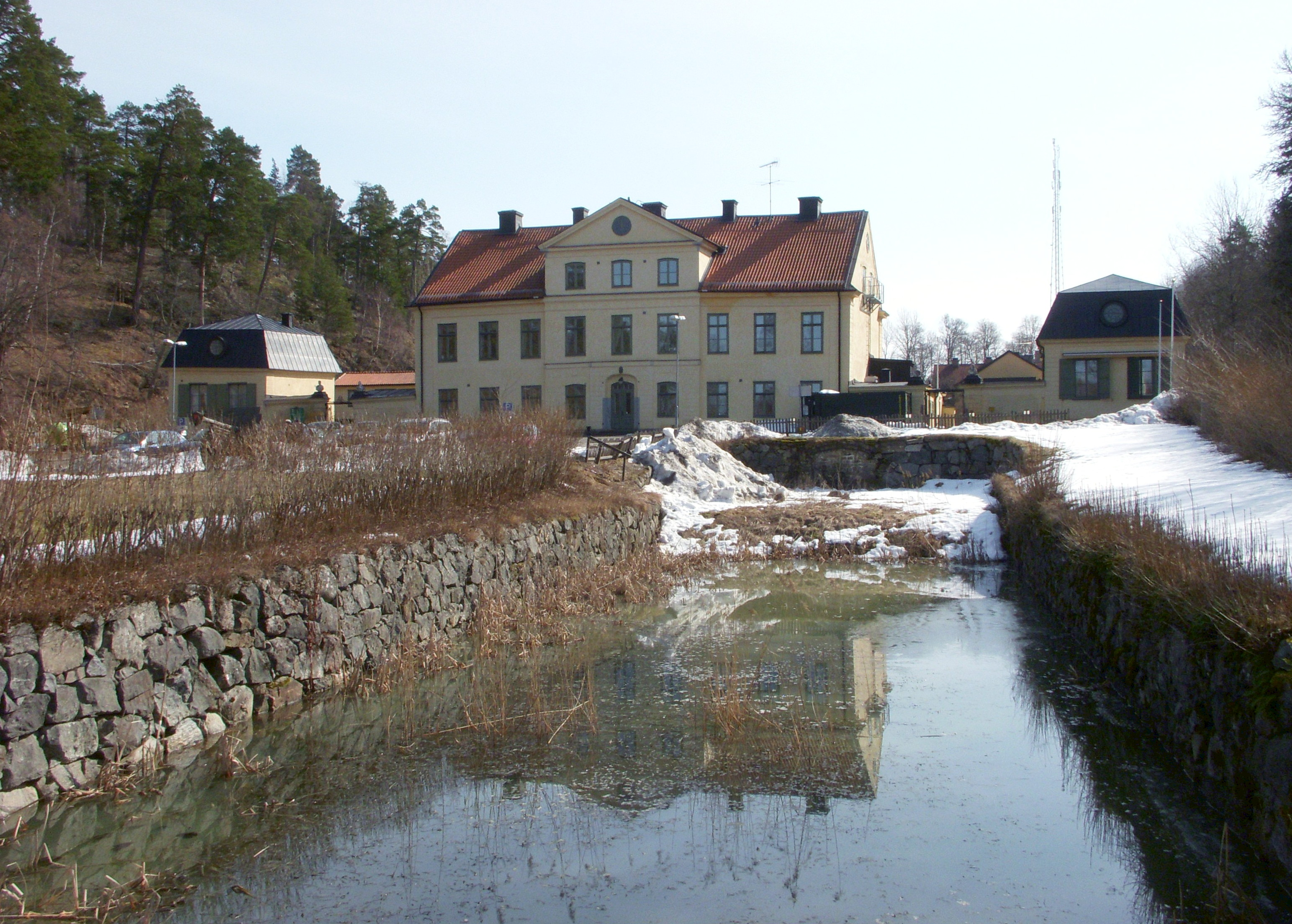
Spegeldammen vid Vällinge är en rest av Vällinge ström.